# Grains de beauté (film)
 (août 2025).
Si vous disposez d'ouvrages ou d'articles de référence ou si vous connaissez des sites web de qualité traitant du thème abordé ici, merci de compléter l'article en donnant les références utiles à sa vérifiabilité et en les liant à la section « Notes et références ».
Pour plus de détails, voir Fiche technique et Distribution.
Grains de beauté est un film français de Léonce Perret, mis en scène par Pierre Caron et sorti en 1932.

## Fiche technique
- Titre original : Grains de beauté
- Réalisation : Pierre Caron (sous la supervision de Léonce Perret)
- Assistant réalisateur : Serge Vallin
- Scénario : Georges Dolley et Léonce Perret
- Dialogues : Georges Dolley
- Direction artistique : Jacques Colombier
- Photographie : Fédor Bourgassoff
- Son : André Roubaud
- Musique : André Roubaud et Otto Stransky
- Production : Bernard Natan et Émile Natan
- Société de production et de distribution : Pathé-Natan
- Pays d'origine :  France
- Langue : français
- Format :Noir et blanc -  Son mono (RCA) - 1,37:1
- Genre : Comédie
- Durée : 78 minutes
- Date de sortie : 
  - France - 8 mars 1932

## Distribution
- Roger Tréville : Jacques
- Simone Cerdan : Colette Dupont
- Jeanne Fusier-Gir : Jacqueline
- André Roanne : Pierre Daumont
- Marfa Dhervilly : Tante Aurélie
- Doris Morrey : Pepita
- Christiane Virideau : Lily
- Duvaleix : Lucien Fortier
- Lutrand : André
- Lagrange : Durvy
- Henri Richard : L'ambassadeur

### Non crédités
- Netta Duchâteau
- Louis Florencie
- Nono Lecorre
- George Rigaud

## Autour du film
- Ce film est la version française du film allemand Openredoute, sorti à Berlin le 26 juillet 1931, avec Iván Petrovich.